# Balram Jakhar

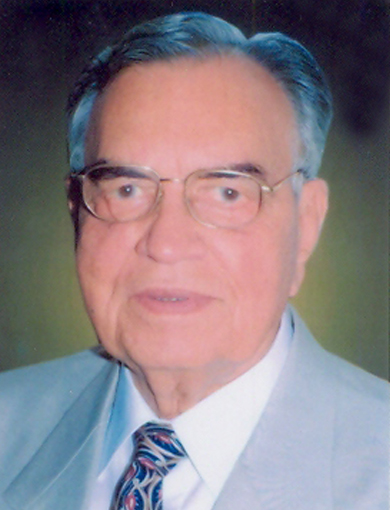
Dr Balram Jakhar

Balram Jakhar, född 23 augusti 1923 i Panjkosi i Ferozepurdistriktet i Punjab, död 3 februari 2016 i Delhi, var en indisk politiker (INC) som var talman i Lok Sabha 1980–1989 och guvernör i Madhya Pradesh 2004–2009. I perioder innehade han även ministerposter i Indiens regering.
Jakhar tillhörde den jatiska folkgruppen. Han valdes in i Lok Sabha 1980 för valkretsen Ferozepur, men efter massakern i Gyllene templet och den därpå följande animositeten mot kongresspolitiker i Punjab verkade han i Rajasthan. I valet 2004 ställde han upp i valkretsen Bikaner, en valkrets som täcker inte mindre än fyra distrikt mot gränsen till Pakistan, och förlorade mot BJP:s kandidat.
Tidigare, vid valen 1984 och 1991, ställde Jakhar upp i valkretsen Sikar och vann. 1996 tilläts han inte ställa upp på grund av sin inblandning i en korruptionsskandal.